# Szerelem ajándékba
A Szerelem ajándékba (eredeti cím: Mi corazón es tuyo) 2014 és 2015 között vetített mexikói telenovella, amelyet Alejandro Pohlenz, Marcia del Río és Pablo Ferrer García-Travesí alkotott. A főbb szerepekben Silvia Navarro, Jorge Salinas, Mayrín Villanueva, Adrián Uribe, René Casados és Carmen Salinas látható.
Mexikóban a Canal de las Estrellas 2014. június 30-án, Magyarországon a Story5 2015. február 2-án mutatta be.

## Történet
Ana Leal egy jókedvű, optimista nő, akinek az az álma, hogy híres színésznő legyen és családot alapítson. Egy férfi klubban dolgozik éjszakánként, de a barátja Johhny, aki a managere ahelyett, hogy segítené megvalósítani az álmát, inkább visszatartja. Még nehezebbé teszi a helyzetet, hogy mindenét elveszíti egy katasztrófában. Kétségbeesetten arra kényszerül, hogy pénzügyi segítséget kérjen a klub managerétől és extra munkát kell vállalnia.

## Szereplők
| Színész             | Szereplő                          | Magyar hang                                             |
| ------------------- | --------------------------------- | ------------------------------------------------------- |
| Silvia Navarro      | Ana Leal                          | Törtei Tünde (1–100. rész) Zakariás Éva (101–177. rész) |
| Jorge Salinas       | Fernando Lascuráin                | Laklóth Aladár                                          |
| Mayrín Villanueva   | Isabela Vázquez                   | F. Nagy Erika                                           |
| Adrián Uribe        | Juan "Johnny" Gutiérrez Pérez     | Barabás Kiss Zoltán                                     |
| René Casados        | Bruno Romero                      | Németh Gábor                                            |
| Carmen Salinas      | Yolanda Velasco                   | Bókai Mária                                             |
| Rafael Inclán       | Nicolás Lascuráin                 | Dengyel Iván                                            |
| Paulina Goto        | Estefanía "Fanny" Lascuráin Diez  | Czető Zsanett                                           |
| Pablo Montero       | Diego Lascuráin Borbolla          | Magyar Bálint                                           |
| Norma Herrera       | Soledad Fuentes                   | Andresz Kati                                            |
| Fabiola Campomanes  | Jennifer "Jenny" Rodríguez        | Kerekes Andrea                                          |
| Beatriz Morayra     | Manuela Limón de Romero           | Kiss Virág                                              |
| Juan Pablo Gil      | León González Contreras           | Nagy Dániel Viktor                                      |
| Polo Morín          | Fernando "Nando" Lascuráin Díez   | Jéger Zsombor                                           |
| Emilio Osorio       | Sebastián Lascuráin Díez          | Bogdán Gergő                                            |
| Isidora Vives       | Alicia Lascuráin Díez             | Koller Virág                                            |
| Jose Pablo Alanís   | Guillermo "Guille" Lascuráin Díez | Pál Dániel Máté                                         |
| Jose Manuel Alanís  | Alejandro "Alex" Lascuráin Díez   | Pál Dániel Máté                                         |
| Isabella Tena       | Luz Lascuráin Díez                | Szűcs Anna Viola                                        |
| María José Mariscal | Sarai Del Paso                    | Györke Laura                                            |
| Karla Gómez         | Estefanía Diez de Lascuráin       | Sipos Eszter Anna                                       |
| Daniela Cordero     | Ximena Olavarrieta                | Szabó Luca                                              |
| Karla Farfán        | Laura                             | Györfi Laura                                            |
| Raúl Buenfil        | Doroteo Martínez                  | Bodrogi Attila                                          |
| Margarita Vega      | Natalia Medel                     | Dögei Éva                                               |
| Lisardo             | Enrique Basurto                   | Megyeri János                                           |
| Cecilia Galliano    | Linda Riquelme Puente             | Ullmann Zsuzsa                                          |
| Alejandra Jurado    | Margarita Contreras               | F. Nagy Eszter                                          |
| Jorge Aravena       | Ángel Altamirano                  | Varga Rókus                                             |
| Luz Elena González  | Magdalena "Magda"                 | Vágó Bernadett                                          |
| Elba Jiménez        | Edna                              | Vadász Bea                                              |
| Roberto Romano      | Gustavo Sánchez                   | Gacsal Ádám                                             |
| Victoria Camacho    | Tamara Sáenz de González          | Csuha Bori                                              |
| Bea Ranero          | Edith Blanco                      | Kis-Kovács Luca                                         |
| Jaime de Lara       | Vladimir "Lenin"                  | Adányi Alex                                             |
| Yhoana Marell       | Reina                             | Csifó Dorina                                            |
| Omar Yubeili        | Pablo                             | Penke Bence                                             |
| Sergio DeFassio     | Rómulo                            | Várday Zoltán                                           |
| Lupita Lara         | Rubí                              | Rátonyi Hajni                                           |
| Tony Balardi        | Radamés                           | Cs. Németh Lajos                                        |
| Diego Escalona      | Mauricio González Sáenz           | Ács Balázs                                              |
| Giuseppe Gamba      | Zeus Jiménez                      | Nikas Dániel                                            |
| Miranda Kay         | Briana                            | Pekár Adrienn                                           |
| Abraham Batarse     | Vicente "Chente"                  | Horváth-Töreki Gergely                                  |
| Paola Archer        | Beatriz "Betty" de la Torre       | Sallai Nóra                                             |
| Daniela Goyri       | Dana                              | Bálint Adrienn                                          |
| Bárbara Falconi     | Bárbara                           | Illési Éva                                              |
| Daniela Romo        | Daniela Romo                      | Menszátor Magdolna                                      |

### Magyar változat
- Magyar szöveg: Abelovszky György, Jeszenszky Márton, Kompaktor Erika, Sipos-Lánc Brigitta, Szekeres Katalin, Oláh Petra
- Hangmérnök: Árvai Csaba, Farkas László, Kelemen Tamás, Mezősi Levente, Solti Ferenc
- Gyártásvezető: Gémesi Krisztina
- Szinkronrendező: Nikas Dániel
- Produkciós vezető: Kovács Anita

A szinkront a Pannonia Sound System készítette.

## Fordítás
Ez a szócikk részben vagy egészben  a   Mi corazón es tuyo című angol Wikipédia-szócikk fordításán alapul.  Az eredeti cikk szerkesztőit annak laptörténete sorolja fel. Ez a jelzés csupán a megfogalmazás eredetét és a szerzői jogokat jelzi, nem szolgál a cikkben szereplő információk forrásmegjelöléseként.